# Arizona Attorney General

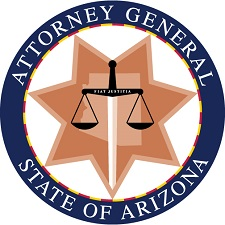
Siegel des Arizona Attorney General

Der Arizona Attorney General gehört zu den konstitutionellen Ämtern des Staates Arizona. Er ist der Oberste Justizbeamte des Bundesstaates Arizona. Er wird durch die Wahlberechtigte Bevölkerung für vier Jahre gewählt. Das Büro des Attorney Generals umfasst etwa 400 angestellte Anwälte und weitere 1000 Beschäftigte.

## Organisation und Aufgaben
Der Arizona Attorney General vertritt und berät die meisten staatlichen Stellen, kümmert sich um die Durchsetzung der Verbraucherschutz- und Bürgerrechtsgesetze, verfolgt Straftäter bei komplexer Finanzkriminalität und übernimmt die Fälle von illegalen Drogen. Darüber hinaus werden alle Berufungsverfahren, die aus Verbrechenverurteilungen stammen, an dieses Amt übergeben.
Die Abteilung für Kinder- und Familienschutz bietet juristische Dienstleistungen für das Department of Economic Security, einschließlich der Abteilung für Child Support Services.
Das Büro des Attorney General kümmert sich um alle Klagen im Namen des Staates und bereitet förmliche Rechtsgutachten vor, die von Angestellten des Staates, der Gesetzgebung oder County Attorneys auf Fragen des Gesetzes angefordert werden.
Das Büro des Generalstaatsanwalts ist zuständig für den Arizona's Consumer Fraud Act, Wirtschaftskriminalität, organisiertes Verbrechen, öffentliche Korruption, Umweltgesetze, Bürgerrechtsgesetze und Verbrechen, die in mehr als in einem County begangen werden. Darüber hinaus verfolgt dieses Amt Fälle, die normalerweise von County Attorneys behandelt werden, wenn sie sich in einem Konflikt befinden.
Es gliedert sich in folgende Abteilungen:
- Criminal Division
- State Government Division
- Child and Family Protection Division
- Civil Litigation Division
- Solicitor General’s Office
- Communications Division
- Operations

## Anforderungen an den Arizona Attorney General
In der Verfassung ist geregelt, dass alle Mitarbeiter einschließlich des Attorney Generals mindestens 25 Jahre alt sein müssen, seit mindestens 10 Jahren Bürger der Vereinigten Staaten sein müssen und ihren Wohnsitz seit mindestens fünf Jahren in Arizona haben müssen.
Weiter wird gefordert, dass der Attorney General ein zugelassener und praktizierender Anwalt am Obersten Gerichtshof der Vereinigten Staaten für mindestens fünf Jahre sein muss. Der Arizona Supreme Court entschied jedoch im Ernennungsverfahren von Jack LaSota im Jahr 1977, dass dieses Gesetz verfassungswidrig sei, somit LaSota zum Attorney General ernannt wurde, ohne dass er eine Zulassung erneuert hatte und somit kein praktizierender Anwalt war.

## Liste der Arizona Attorney General

### Arizona-Territorium
| Amtszeit  | Attorney General         | Bild | Partei       |
| --------- | ------------------------ | ---- | ------------ |
| 1864–1866 | Coles Bashford           |      | Republikaner |
| 1866–1867 | John A. Rush             |      | Demokrat     |
| 1869–1871 | Granville Henderson Oury |      | Demokrat     |
| 1871–1883 | James E. McCaffrey       |      |              |
| 1883–1887 | Clark Churchill          |      | Republikaner |
| 1887–1888 | Briggs Goodrich          |      |              |
| 1888–1889 | John A. Rush             |      | Demokrat     |
| 1889–1891 | Clark Churchill          |      | Republikaner |
| 1891–1893 | William Herring          |      |              |
| 1893–1895 | Francis J. Heney         |      |              |
| 1895–1896 | Thomas D. Satterwhite    |      | Demokrat     |
| 1896–1897 | John Frank Wilson        |      | Demokrat     |
| 1897–1999 | C. M. Frazier            |      | Republikaner |
| 1899–1902 | Charles F. Ainsworth     |      | Republikaner |
| 1902–1904 | Edmund W. Wells          |      | Republikaner |
| 1904–1905 | Joseph Henry Kibbey      |      | Republikaner |
| 1905–1909 | E. S. Clark              |      | Republikaner |
| 1909–1912 | John B. Wright           |      |              |

### Bundesstaat Arizona
| Amtszeit  | Attorney General     | Bild | Partei       |
| --------- | -------------------- | ---- | ------------ |
| 1912–1915 | George Purdy Bullard |      | Demokrat     |
| 1815–1921 | Wiley E. Jones       |      | Demokrat     |
| 1921–1923 | W. J. Galbraith      |      | Republikaner |
| 1923–1929 | John W. Murphy       |      | Demokrat     |
| 1929–1933 | K. Berry Peterson    |      | Demokrat     |
| 1933–1935 | Arthur T. LaPrade    |      | Demokrat     |
| 1935–1937 | John L. Sullivan     |      | Demokrat     |
| 1937–1944 | Joe Conway           |      | Demokrat     |
| 1944–1948 | John L. Sullivan     |      | Demokrat     |
| 1948–1949 | Evo Anton DeConcini  |      | Demokrat     |
| 1949–1953 | Fred O. Wilson       |      | Demokrat     |
| 1953–1955 | Ross F. Jones        |      | Republikaner |
| 1955–1960 | Robert Morrison      |      | Demokrat     |
| 1960–1961 | Wade Church          |      | Demokrat     |
| 1961–1965 | Robert Pickrell      |      | Republikaner |
| 1965–1968 | Darrell F. Smith     |      | Republikaner |
| 1969–1974 | Gary K. Nelson       |      | Republikaner |
| 1974–1975 | N. Warner Lee        |      | Republikaner |
| 1975–1978 | Bruce Babbitt        |      | Demokrat     |
| 1978–1979 | Jack LaSota          |      | Demokrat     |
| 1979–1991 | Bob Corbin           |      | Republikaner |
| 1991–1999 | Grant Woods          |      | Republikaner |
| 1999–2003 | Janet Napolitano     |      | Demokratin   |
| 2003–2011 | Terry Goddard        |      | Demokrat     |
| 2011–2015 | Tom Horne            |      | Republikaner |
| seit 2015 | Mark Brnovich        |      | Republikaner |